# Spitting Games
Spitting Games is een nummer van de alternatieve-rock- en indiegroep Snow Patrol. Het werd als leadsingle uitgebracht van het album Final Straw. De single kwam in het Verenigd Koninkrijk op 15 september 2003 uit.

## Achtergrondinformatie
Spitting Games is een indierocknummer en de eerste single van het mainstream-debuutalbum Final Straw. Het is een krachtig en snel nummer vergeleken met het album. Het nummer is te horen in het videospel MVP Baseball en verschillende Club Football 2005-titels. Ook staat het op de eerste aflevering van de Dr. Who-spin-off Torchwood Everything Changes en later in de aflevering Greeks Bearing Gifts uit 2006. Daarnaast is het te horen in een aflevering uit het tweede seizoen van One Three Hill. Spitting Games was gratis verkrijgbaar in een downloadbundel met Winamp 5.

## Tracklist

### Cd-single
1. "Spitting Games" — 03:48
2. "Steal" — 02:44
3. "Brave" — 04:12
4. "Spitting Games" (videoclip)

### 7"
1. "Spitting Games" — 03:48
2. "Steal" — 02:44

## Heruitgave
Na het succes van tweede single Run en Chocolate werd het nummer opnieuw uitgebracht in nieuwe formats en B-kanten, waaronder een cover van Beyoncés Crazy in Love en een van Will Oldhams New Partner, beide in 2002 tijdens een BBC Radio 1 live-sessie opgenomen. Het werd 12 juli 2004 in het Verenigd Koninkrijk uitgebracht.

## Tracklist

### Cd-single
1. "Spitting Games" — 03:48
2. "Crazy in Love" (BBC Live) — 04:25
3. "New Partner" (BBC Live) — 04:05
4. "Spitting Games" (Video version 2)

### 7"
1. "Spitting Games" - 03:48
2. "Wow" (Akoestisch) — 03:09

### Promotie-cd
1. "Spitting Games (AAA Mix)" — 03:48